# Gouvernement Alexandre Millerand (2)
Troisième République
Gouvernement Alexandre Millerand I Gouvernement Georges Leygues
En fonction du 18 février au 23 septembre 1920, le gouvernement Alexandre Millerand est le seul gouvernement de la présidence de Paul Deschanel.
Il est constitué après la démission du précédent Président du Conseil, Georges Clemenceau, qui se retire de la vie politique après son échec à l'élection de la Présidence de la République du 17 janvier 1920. Il s'achève par la démission d'Alexandre Millerand à la suite de son élection à la présidence de la République le 23 septembre 1920 en remplacement de Deschanel.

## Composition
| Portefeuille                                                          | Titulaire | Titulaire                                 | Parti     |
| --------------------------------------------------------------------- | --------- | ----------------------------------------- | --------- |
| Président du Conseil                                                  |           | Alexandre Millerand                       | SE        |
| Ministres                                                             |           |                                           |           |
| Ministre des Affaires étrangères                                      |           | Alexandre Millerand                       | SE        |
| Ministre de la Justice                                                |           | Gustave Lhopiteau                         | RI        |
| Ministre de l’Intérieur                                               |           | Théodore Steeg                            | PRRRS     |
| Ministre des Finances                                                 |           | Frédéric François-Marsal                  | FR        |
| Ministre de la Guerre                                                 |           | André Lefèvre                             | ARD, PRDS |
| Ministre de la Marine                                                 |           | Adolphe Landry                            | ARD, PRDS |
| Ministre des Colonies                                                 |           | Albert Sarraut                            | PRRRS     |
| Ministre du Travail                                                   |           | Paul Jourdain                             | ARD, PRDS |
| Ministre de l’Instruction publique et des Beaux-Arts                  |           | André Honnorat                            | ARD, PRDS |
| Ministre du Commerce et de l’Industrie                                |           | Auguste Isaac                             | FR        |
| Ministre des Pensions, Primes et Allocations de guerre                |           | André Maginot                             | ARD, PRDS |
| Ministre de l’Agriculture                                             |           | Joseph-Honoré Ricard                      | SE        |
| Ministre des Travaux publics                                          |           | Yves Le Trocquer                          | ARD, PRDS |
| Ministre des Régions Libérées                                         |           | Émile Ogier                               | SE        |
| Ministre de l’Hygiène, de l’Assistance et de la Prévoyance sociale    |           | Jules-Louis Breton                        | PRS       |
| Commissaires généraux                                                 |           |                                           |           |
| Commissaire général aux Essences et Combustibles                      |           | Henry Bérenger (jusqu’au 19 février 1920) | PRRRS     |
| Commissaire général aux Essences et Combustibles                      |           | Laurent Eynac (à partir du 2 juin 1920)   | RI        |
| Commissaire général aux Troupes noires                                |           | Blaise Diagne                             | PRS       |
| Sous-secrétaires d’État                                               |           |                                           |           |
| Sous-secrétaire d’État au Conseil et aux Affaires étrangères          |           | Charles Reibel                            | ARD, PRDS |
| Sous-secrétaire d’État à l’Intérieur                                  |           | Robert David                              | ARD, PRDS |
| Sous-secrétaire d’État aux Finances                                   |           | Emmanuel Brousse                          | ARD, PRDS |
| Sous-secrétaire d’État à l’Enseignement technique                     |           | Pierre Coupat                             | SE        |
| Sous-secrétaire d’État au Ravitaillement                              |           | Robert Thoumyre                           | ARD, PRDS |
| Sous-secrétaire d’État à l’Agriculture                                |           | Henri Queuille                            | PRRRS     |
| Sous-secrétaire d’État aux Postes et Télégraphes                      |           | Louis Deschamps                           | ARD, PRDS |
| Sous-secrétaire d’État aux Ports, à la Marine marchande et aux Pêches |           | Paul Bignon                               | ARD, PRDS |
| Sous-secrétaire d’État à l’Aéronautique et aux Transports aériens     |           | Pierre-Étienne Flandin                    | ARD, PRDS |
| Sous-secrétaire d’État aux Mines et Forces Hydrauliques               |           | Antoine Borrel                            | PRS       |
| Sous-secrétaire d’État aux Régions Libérées                           |           | Georges Leredu                            | ARD, PRDS |

## Fin du gouvernement et passation des pouvoirs
Gouvernement quasi identique au précédent, il est le seul gouvernement de la présidence de Paul Deschanel, qui démissionne le 21 septembre 1920, à cause de sa santé mentale. Alexandre Millerand est élu président de la République et prend ses fonctions le 23 septembre 1920. Il nomme Georges Leygues pour le succéder.